# توقيت فلسطين

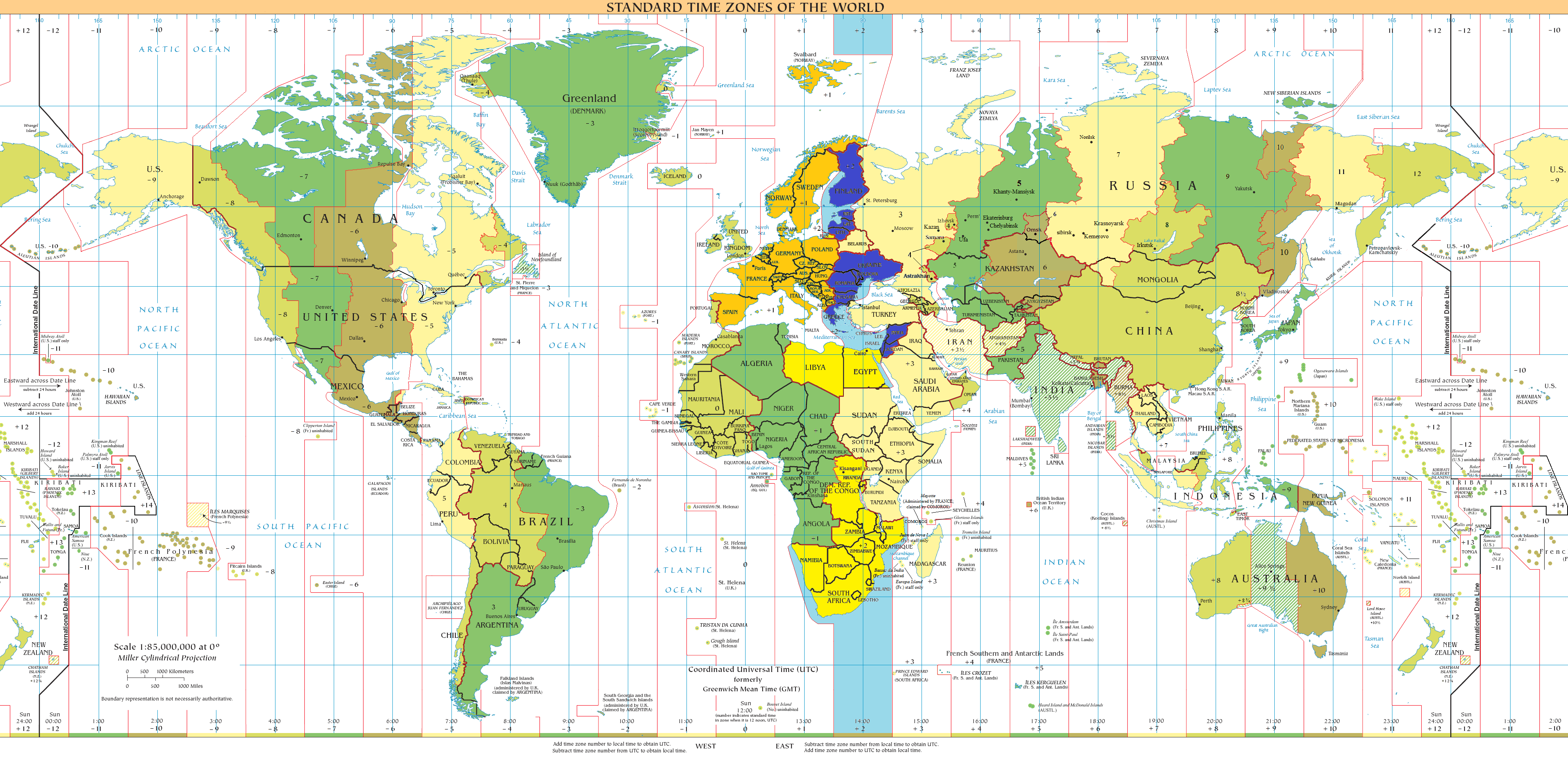
مناطق استخدام توقيت (ت ع م+02:00) باللون الأزرق.

يتبع توقيت فلسطين توقيت شرق أوروبا (ت ع م+02:00). خلال الصيف يطبق توقيت فلسطين الصيفي (ت ع م+03:00).

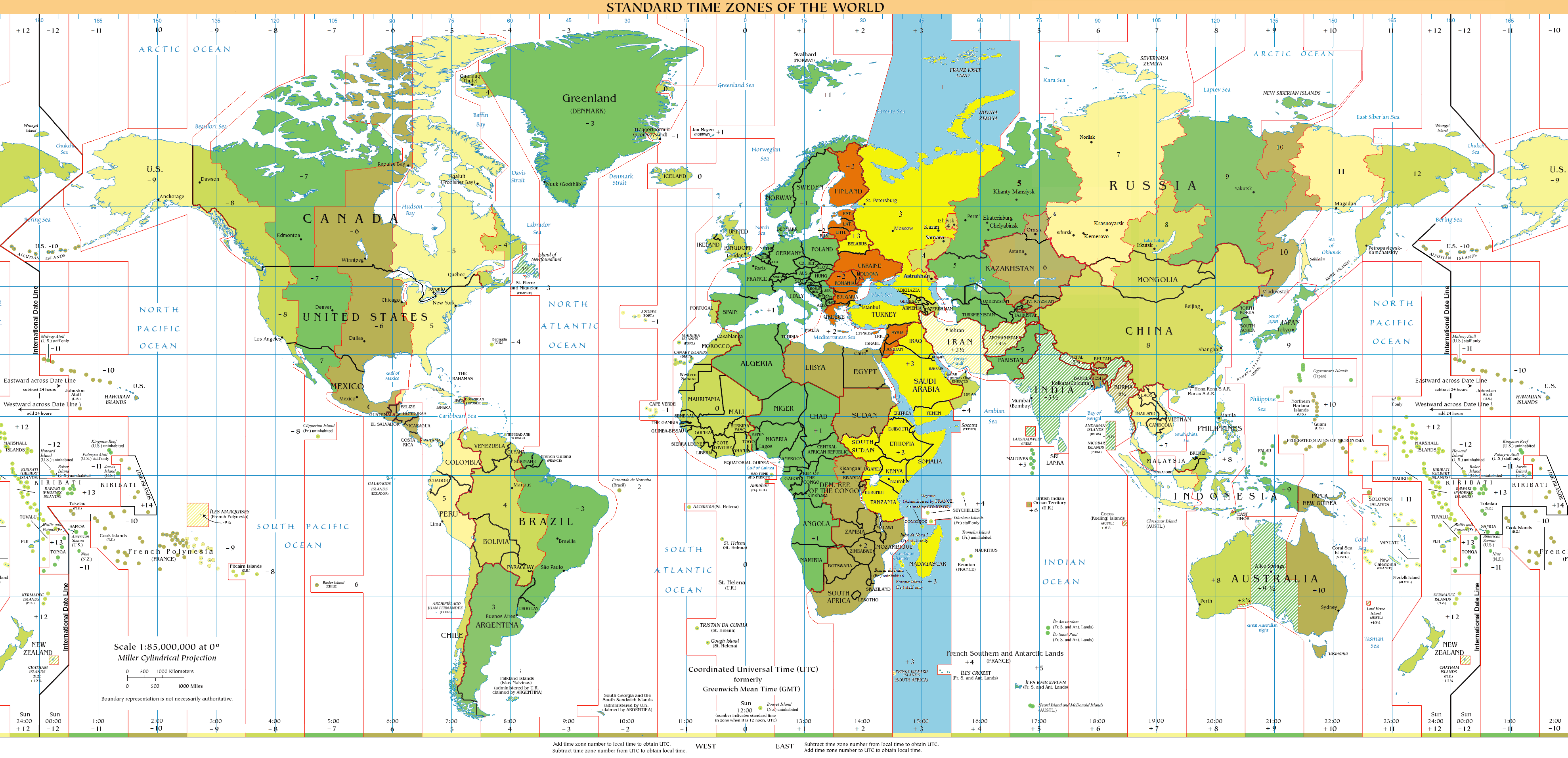
مناطق استخدام توقيت (ت ع م+03:00) باللون الأزرق.